# Deliver Me from Nowhere
Deliver Me from Nowhere är en kommande biografisk musikal-dramafilm om den amerikanska rockmusikern Bruce Springsteen. Filmen är regisserad och skriven av Scott Cooper, baserad på Warren Zanes biografi med samma namn från 2023.
Filmen är planerad att ha biopremiär i USA den 24 oktober 2025, utgiven av 20th Century Studios.

## Rollista
- Jeremy Allen White – Bruce Springsteen
- Jeremy Strong – Jon Landau
- Paul Walter Hauser
- Stephen Graham
- Gaby Hoffmann
- David Krumholtz
- Odessa Young
- Marc Maron
- Johnny Cannizzaro
- Harrison Gilbertson
- Chris Jaymes[3]

## Produktion
Projektet tillkännagavs för första gången i mars 2024, där Bruce Springsteen och hans manager Jon Landau var aktivt involverade i det. Producenterna är Scott Stuber, hans första projekt sedan han lämnade som chef för filmavdelningen på Netflix, Ellen Goldsmith-Vein, Scott Cooper och Eric Robinson, där Cooper skriver och regisserar. Jeremy Allen White rapporterades då att vara i samtal om att porträttera Springsteen.
Filmen började spelas in den 28 oktober 2024, med New York och New Jersey som primära inspelningsplatser, och med några inspelningar i Los Angeles.